# Boniodendron parviflorum
Boniodendron parviflorum là một loài thực vật có hoa trong họ Bồ hòn. Loài này được (Lecomte) Gagnep. mô tả khoa học đầu tiên năm 1946.